# Carl Grossberg
Carl Grossberg, numele la naștere, Georg Carl Wilhelm Grandmontagne (n. 6 septembrie 1894, Elberfeld, Regatul Prusiei – d. 19 octombrie 1940, Laon, Franța) a fost un arhitect și pictor german asociat cu mișcarea artistică cunoscută ca Noua Obiectivitate, în Germania și Europa, având anumite aspecte și puternice inflexiuni vizuale conexe, precum sunt cele predominante ale precizionismului, din America de Nord.
Grossberg este cunoscut, în special, pentru scenele sale urbane și industriale.

## Biografie

### Anii timpuri
A primit educația sa primară în Lennep și Elberfeld. După 1913, a studiat arhitectura în Aachen și Darmstadt. În acea perioadă, tatăl său a schimbat numele de familie din Grandmontagne în Grossberg; spre nemulțumirea lui Carl. A fost recrutat în 1915 și trimis pe front, unde a fost rănit. După ce a fost demobilizat în 1918, s-a întors la Elberfeld.

### DupăPrimul Război Mondial
În 1919, și-a reluat studiile; mai întâi cu Walther Klemm la Hochschule für Bildende Künste din Weimar, apoi, în 1921, cu Lyonel Feininger la Bauhaus. După finalizarea studiilor, s-a mutat la Sommerhausen, lângă Würzburg, unde s-a căsătorit, în 1923, cu Mathilde Schwarz.
Trei ani mai târziu, a avut prima sa expoziție solo în Stuttgart, urmată de alta, la Galerie Nierendorf, din Berlin și mai multe altele în Köln și Düsseldorf. Cea mai de succes expoziție a sa a avut loc în 1929, la expoziția Neue Sachlichkeit de la Muzeul Stedelijk din Amsterdam. Două ani mai târziu, Academia Prusacă de Arte i-a acordat premiul "Rompreis".
După 1933, a început lucrul la o serie ambitioase de picturi pe care le-a numit „Planul Industrial,” care urmau să fie realizate, precum multe din lucrările sale în stil precizionist, reprezentând cele mai importante industrii ale Germaniei. Din păcate, seria prezumtivă din Planul Industrial, nu a fost niciodată finalizată, deși, la o privire atentă, există multe picturi anterioare ce ne sugerează cum ar fi arătat seria.
În anul următor, a primit o comandă pentru o pictură murală monumentală, care urma să fie expusă la o expoziție numită „Poporul German - Munca Germană.” O importantă retrospectivă a operei sale a avut loc la Muzeul Folkwang în 1935.

### AlDoilea Război Mondialși decesul
În august 1939, a fost reclutat din nou și trimis ca ofițer pe frontul polonez. În timp ce era în concediu militar, în Franța, a fost implicat într-un accident de automobil la Compiègne. Moartea sa oficială este înregistrată pe 19 octombrie 1940. Deși cei mai mulți biografi îl notează pe Grossberg ca murind din cauza accidentului de automobil, unii istorici cred că a murit dintr-o rană auto-provocată prin împușcare⁠(d).

## Galerie de imagini (lucrări Grossberg)

Lucrări reprezentative
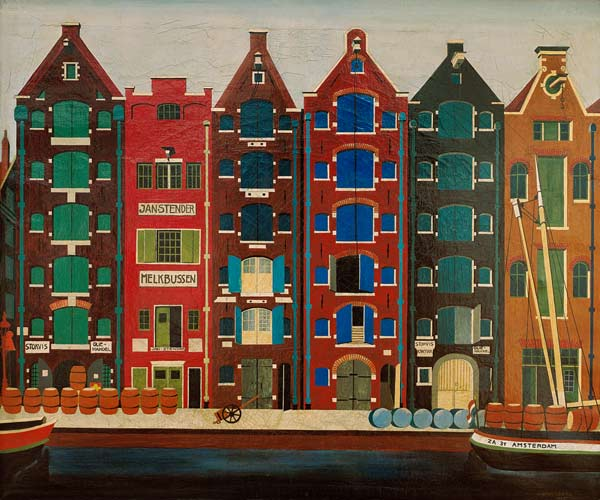
1925 — Amsterdam - Brouwersgracht (în germană Amsterdam-Brouwersgracht)
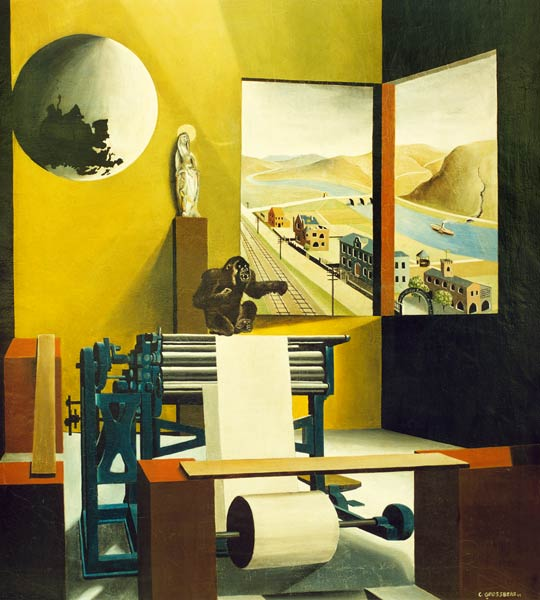
1925 — Sala mașinilor (în germană Maschinensaal)
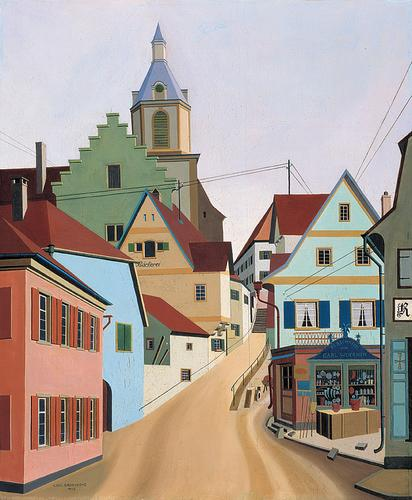
1926 — pictură din Creglingen
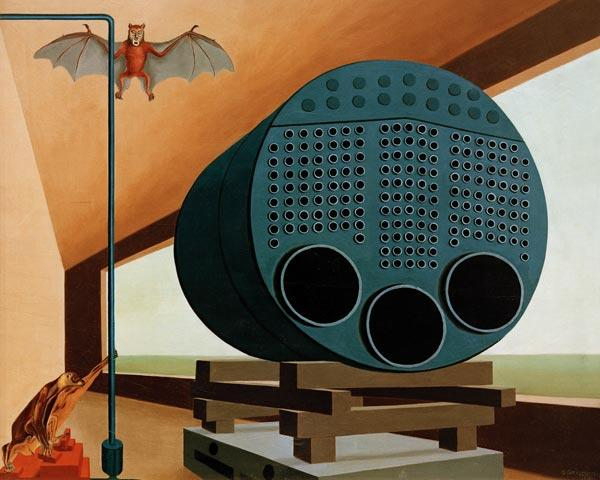
1928 — Compoziție cu un boiler și un liliac
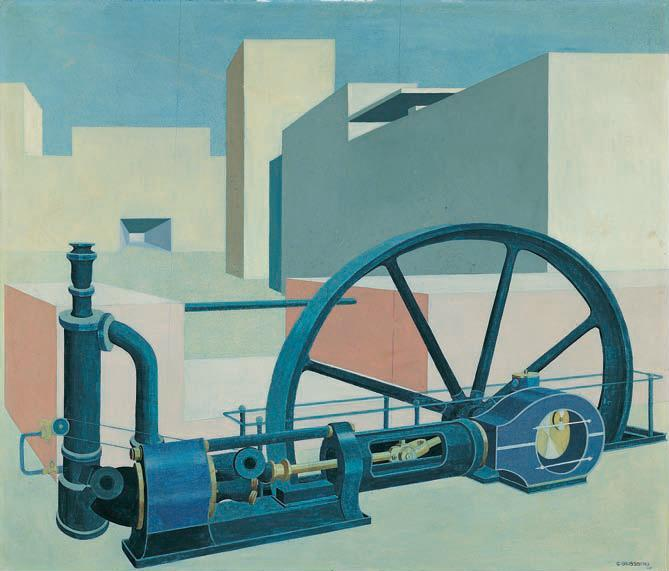
1929 — Compoziție cu o turbină
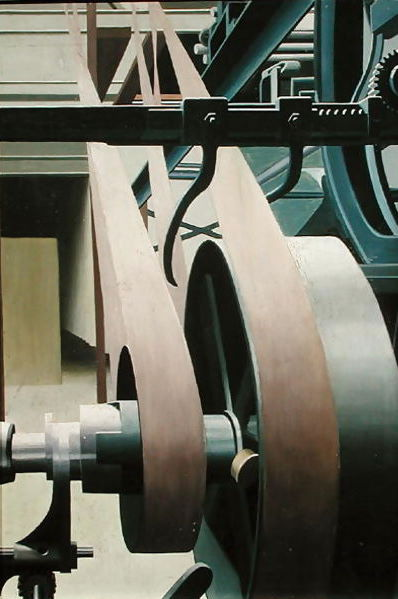
1933 — Carl Grossberg Carl Grossberg (1894–1940) WikiData:Q566849 — Roată pivotantă cu curea de transmisie (germană Schwingrad mit Treibriemen)
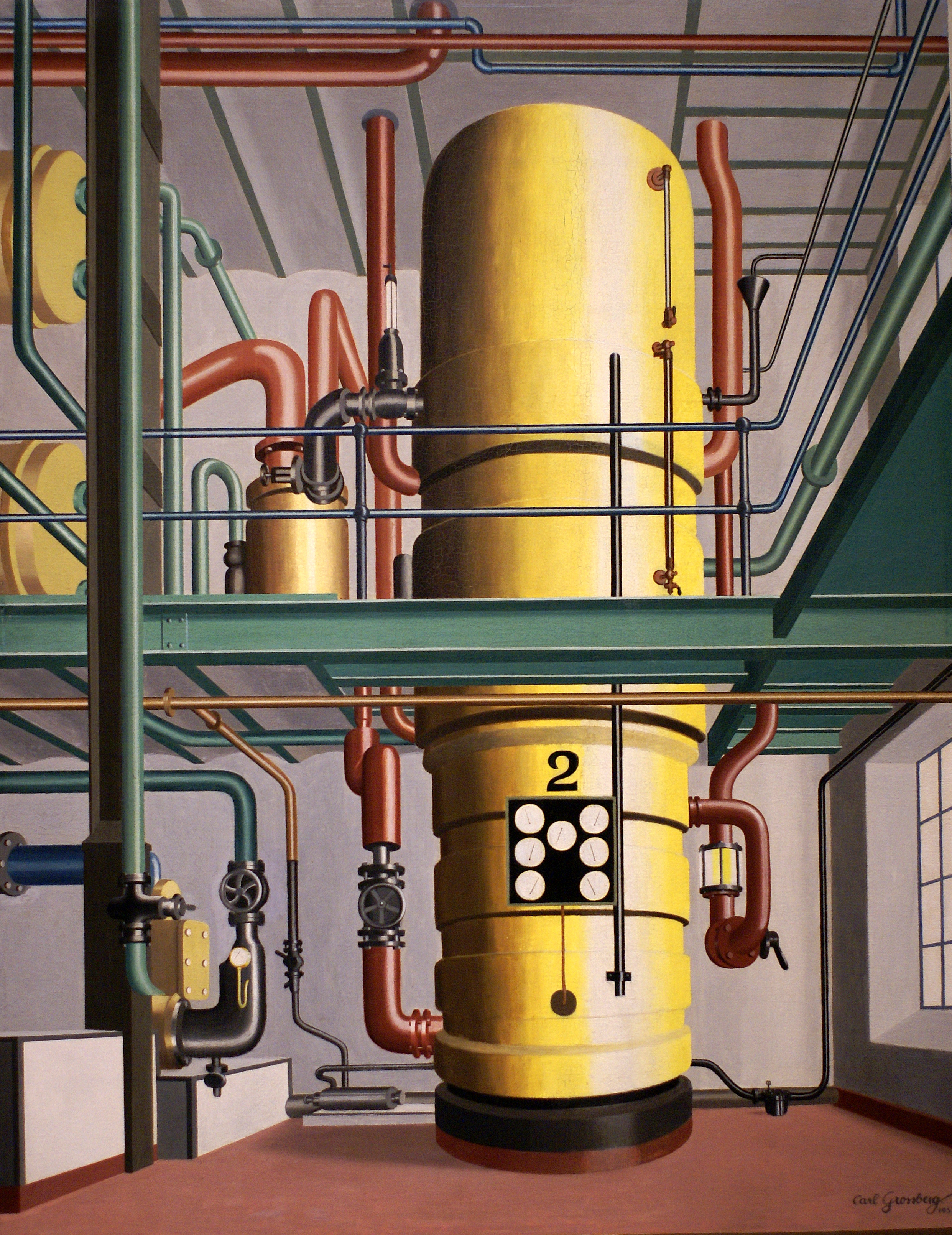
1933 — Carl Grossberg (1894 – 1940) – Cazanul galben ((în germană Der gelbe Kessel)
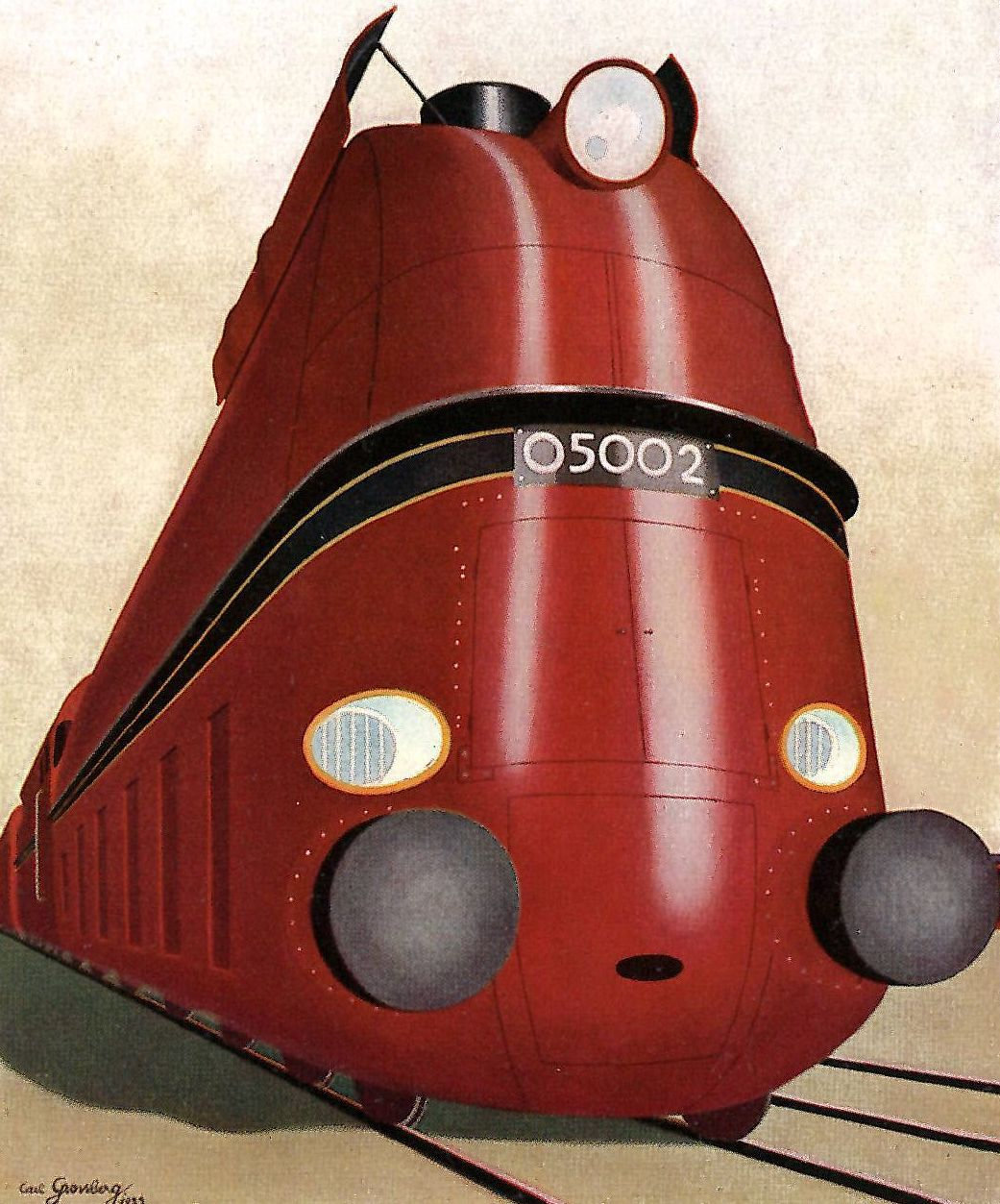
1935 —  Locomotivă aerodinamică (în germană Stromlinienlokomotive) — Lucrarea este un exemplu dublu de stil artistic, de Art Deco și de Precizionism
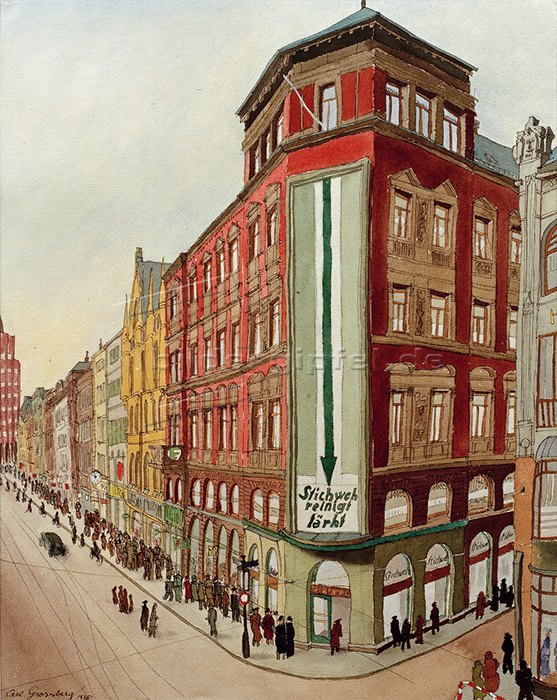
1935 — Filiala Nordmannstraße de pe Ecke Kanalstraße Hannover
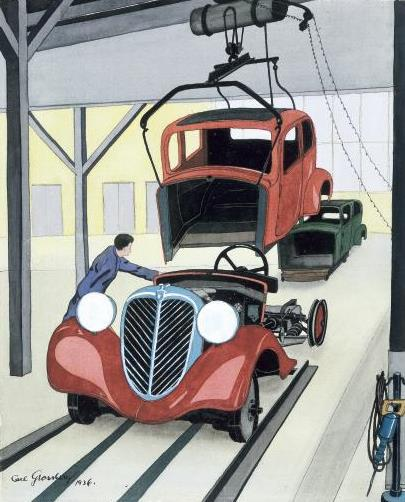
1936 — Fabricarea automobilelor

## Expoziții (selecție)
- 2014 — Carl Grossberg, Galleria Milano, Milano
- 2012 — Grossberg, Galerie Michael Hasenclever, München
- 2006 — Carl Grossberg, Galerie Michael Hasenclever, München
- 2003 — Carl Grossberg, Galerie Michael Hasenclever, München
- 1999 — Carl Grossberg – Pictor și desenator al noii obiectivități 1894–1940, Galerie Michael Hasenclever, München
- 1994 / 1995 — Carl Grossberg – Retrospectivă cu ocazia împlinirii a 100 de ani (de la nașterea sa), Muzeul Von der Heydt, Wuppertal, apoi la Kunsthalle Tübingen, la Kunsthalle din Kiel, în Sinclair-Haus, la Bad Homburg